# Regionalstraße 531 (Israel)
Die Regionalstraße 531 (hebräisch כְּבִישׁ מָהִיר 531 Kvīsch Mahīr chamesch-schalōsch-echad, deutsch ‚Schnell[fern]straße fünf-drei-eins‘, kurz Kvisch 531; künftig Nationalstraße ) in Israel ist eine 15,2 km lange Autobahn in der Scharonebene nördlich von Tel Aviv-Jaffa. Sie verbindet die Nationalstraße 20 () mit der Haupt-Nationalstraße 6 (). Sie dient außerdem auch als Verbindung zwischen den wichtigsten Nord-Süd-Schnellstraßen und -Autobahnen. Im Zuge des Baus des kombinierten Gleis- und Autobahndreiecks Mechlaf Schmarjahu Mizrach (hebräisch מֶחְלַף שְׁמַרְיָהוּ מִזְרָח), um an die Nationalstraße 20 () anzubinden, wurde auch diese noch nordwärts bis zur Haupt-Nationalstraße 2 () weitergeführt. Somit ist das Autobahnnetz rund um Tel Aviv-Jaffa vervollständigt. Kvisch 531 wurde so angelegt, dass in der Mittellage zwischen den Richtungsfahrbahnen Bahnhöfe und Gleise der Scharonbahn angelegt werden konnten.

## Galerie

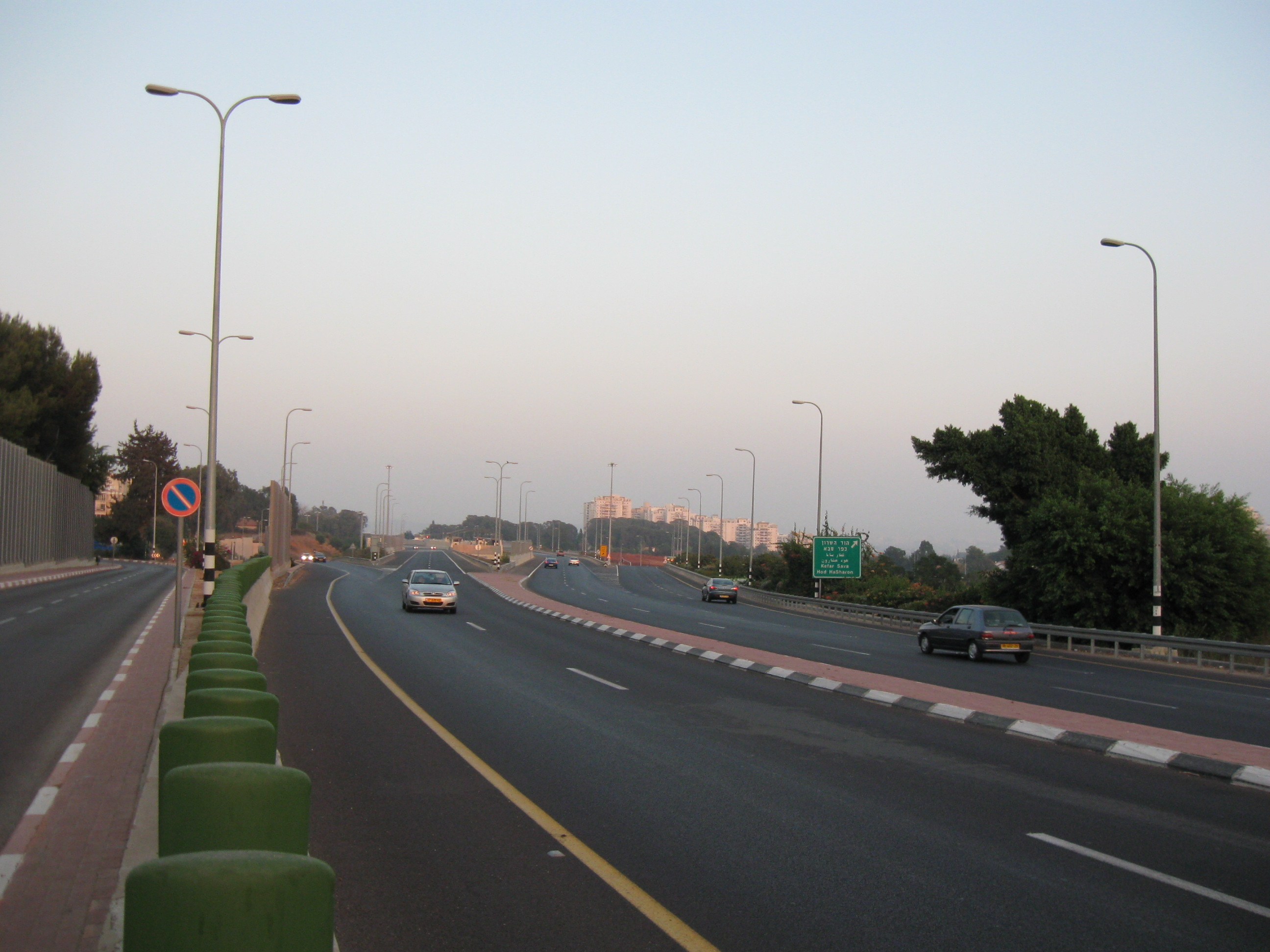
Kvisch 531 kurz vor der Abfahrt Kfar Saba / Hod haScharon
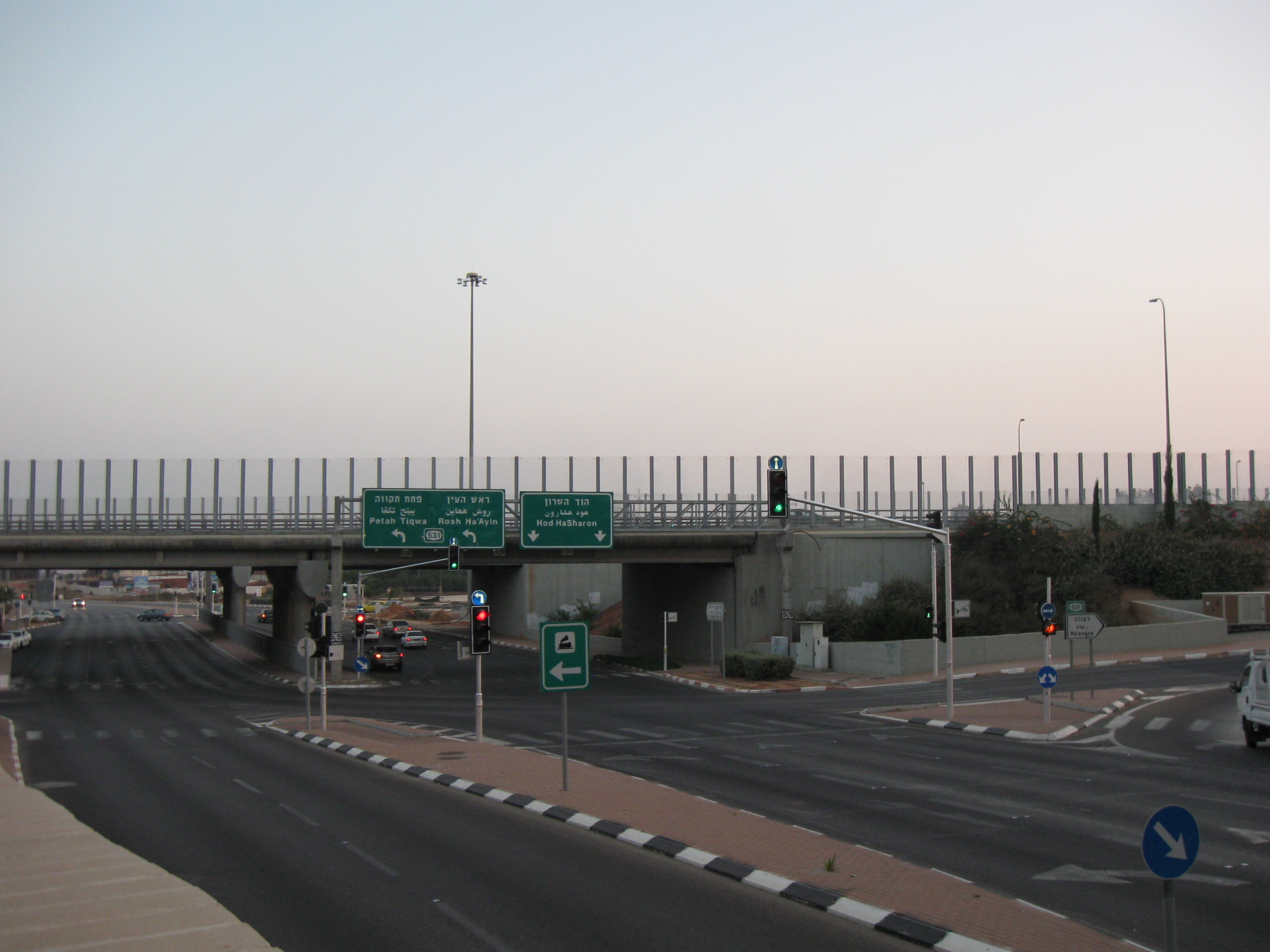
Der Rechov Sokolov unterquert an gleichnamiger Einfahrt den Kvisch 531 (Km 8,7)
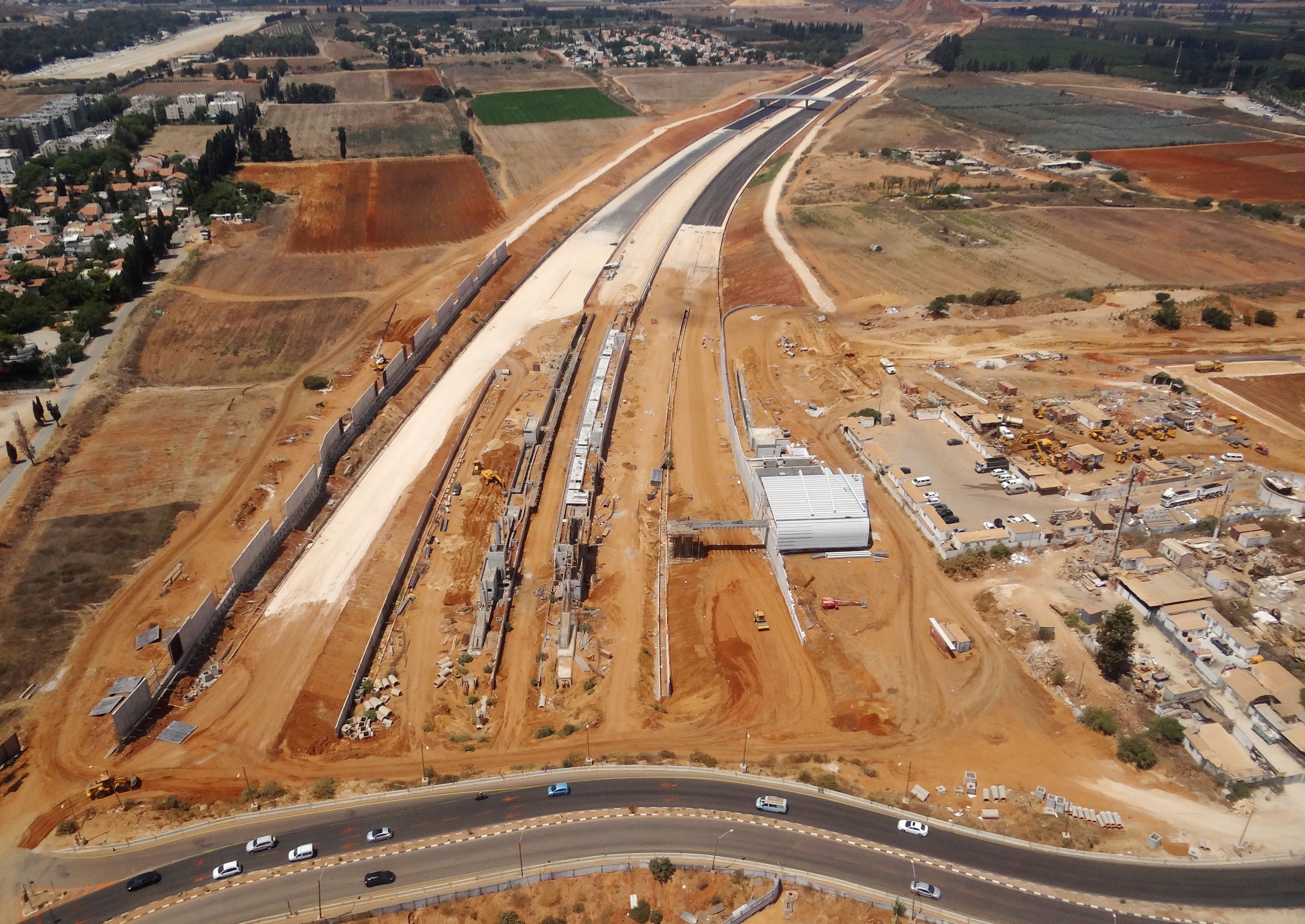
Kvisch 531 im Bau 2014 mit Rohbau des Bahnhofs Raʿananna Maʿarav